# Стари Глог
Стари Глог (на сръбски: Стари Глог или Stari Glog) е село в Югоизточна Сърбия, Пчински окръг, Град Враня, община Вранска баня.

## География
Селото е разположено в северните склонове на планината Кочура, във водосборния басейн на Банската река. Отстои на 21 километра югоизточно от общинския център Вранска баня, югозападно от село Бабина поляна и северно от село Нови Глог.

## История
По време на Първата световна война селото е във военновременните граници на Царство България, като административно е част от Вранска околия на Врански окръг и е център на Староглошката община.

## Население
В 2002 година в селото живеят 44 сърби. Според преброяването на населението от 2011 г. селото има 18 жители.